# Clam (Gemeinde Klam)
Clam ist eine Katastralgemeinde, die sich über das gesamte Gemeindegebiet der Marktgemeinde Klam erstreckt. Die ursprünglich zum Gerichtsbezirk Grein gehörende KG zählt seit 1. Jänner 2003 zum Gerichtsbezirk Perg mit dem zuständigen Bezirksgericht in Perg.